# Lydiette Carrión
Lydiette Carrión Rivera  (Veracruz, México) es una periodista independiente y escritora mexicana. Sus investigaciones retratan la violencia en contra de las mujeres en México. Es autora del libro La Fosa de Agua, investigación que documenta casos de feminicidios en los municipios de Tecámac y Ecatepec en el Estado de México.

## Trayectoria
Estudió la carrera de Ciencias de la Comunicación en la Facultad de Ciencias Políticas y Sociales de la Universidad Nacional Autónoma de México. Es editora del medio Pie de Página, donde tiene una columna llamada La Trama Previa, y coeditora del medio Corriente Alterna. Es egresada de la Escuela de Escritores de la Sociedad General de Escritores de México (SOGEM). Impartió clases durante cinco años de periodismo narrativo en la SOGEM. Fue colaboradora en el portal Replicante. Ha impartido talleres de Periodismo y Género en diversas instituciones.
Es coautora junto con las periodistas Cristina Salmerón  e Isabel Montoya del manual Un manual urgente para la cobertura de violencia contra las mujeres y feminicidios en México desarrollado por la ONU Mujeres, la Comisión Nacional para Prevenir y Erradicar la Violencia contra las Mujeres y el Instituto Nacional de las Mujeres como un instrumento para proporcionar herramientas a las y los periodistas, medios de comunicación, equipos de investigación y reporteo en los casos de violencia contra las mujeres y las niñas.
Es periodista desde hace más de 18 años. Ha publicado en diversos medios, portales y realizado investigaciones periodísticas que visibilizan la violencia en contra de las mujeres en diversos contextos de México.
En el 2011 comenzó a colaborar semanalmente en el periódico  El Universal Gráfico como reportera de la sección policiaca donde escribía sobre temas relacionados con violencia de género.
Actualmente se encuentra cursando el doctorado en Escritura Creativa en Español en la Universidad de Houston donde recibió beca completa para realizar sus estudios doctorales.

## La Fosa de agua
La fosa de agua: Desapariciones y feminicidios en el río de los Remedios Es una investigación exhaustiva que documenta los casos de desapariciones de 10 adolescentes, estudiantes en la zona de Ecatepec y Los Reyes Tecámac, en el Estado de México. Visibiliza la lucha de las familias por encontrar a sus hijas, la falta de justicia por parte de las autoridades y las redes de trata que se conforman en el país. Resaltando la violencia feminicida que se vive en México a diario.

## Obras

### Autora
- La fosa de agua: Desapariciones y feminicidios en el río de los Remedios (Debate, 2018)

### Coautora
- 72 migrantes (Almadia, 2011)
- Entre las cenizas (Periodista de a Pie, 2012)
- A mí no me va a pasar (2015)
- Los Gobernadores (Grijalbo, 2017)
- Todas (Libros, 2017)
- Un manual urgente para la cobertura de violencia contra las mujeres y feminicidios en México (Spotlight México, 2021)

## Reconocimientos
- Ganadora del premio Género y Justicia en 2012 por la Suprema Corte de Justicia de la Nación en la categoría de reportaje escrito.
- Ganadora del premio Gabo 2019 por el trabajo Colectivo Mujeres en la vitrina.